# Dirk Kuijt
Dirk Kuĳt (także Dirk Kuyt; wym. [ˈdɪrk ˈkœy̆t]ⓘ; ur. 22 lipca 1980 w Katwĳk) – były holenderski piłkarz, występujący na pozycji pomocnika, choć w trakcie kariery występował także jako napastnik, a nawet, jak na 20. Mundialu w Brazylii, jako boczny obrońca. W latach 2004-2014 wielokrotny reprezentant Holandii. Srebrny medalista Mistrzostw Świata 2010 oraz brązowy medalista Mistrzostw Świata 2014.

## Kariera

### Kariera klubowa
Kuĳt jest wychowankiem amatorskiego klubu z rodzinnej miejscowości, Quick Boys. W wieku 18 lat został zauważony przez pierwszoligowy FC Utrecht. W Eredivisie zadebiutował 30 sierpnia 1998 w meczu z SC Cambuur. W sezonie 2002/2003 zdobył 20 bramek, plasując się w tabeli strzelców tuż za Mateją Kežmanem. Zainteresowali się nim działacze Feyenoordu. Kuĳt, który dla FC Utrecht strzelił łącznie 51 goli w 161 meczach, odszedł w lecie 2003 roku do zespołu z Rotterdamu za sumę miliona euro. W pierwszym sezonie gry na De Kuip zdobył 20 bramek, by w następnym (2004/2005) zdobyć ich 29 i zdobyć tytuł króla strzelców Eredivisie. Pierwszego hat-tricka zdobył w wygranym 6:1 meczu z De Graafschap. Kuĳt ma również na koncie strzelone 4 gole w jednym meczu (przeciwko ADO Den Haag). W sierpniu 2006 roku został piłkarzem angielskiego Liverpool FC. Anglicy zapłacili za niego ok. 10 mln funtów. W sezonie 2011/2012 Kuĳt zdobył z drużyną klubową Puchar Ligi Angielskiej.
3 czerwca 2012 podpisał trzyletni kontrakt z tureckim Fenerbahçe SK. 22 maja 2013 zdobył Puchar Turcji. W następnym sezonie wywalczył z drużyną mistrzostwo Süper Lig, 19. w historii klubu. Od sezonu 2015/2016 ponownie gra w barwach holenderskiego Feyenoordu. W sezonie 2016/2017 zdobył z tym klubem Mistrzostwo Holandii. W mistrzowskim sezonie strzelił 12 bramek, w tym hat-tricka w decydującym o mistrzostwie, meczu ostatniej kolejki przeciwko Heraclesowi Almelo, a wraz z jego końcem, ogłosił zakończenie kariery.

### Kariera reprezentacyjna
3 września 2004 zadebiutował w reprezentacji Holandii. Miało to miejsce w Utrechcie, w wygranym 3:0 towarzyskim meczu przeciwko Liechtensteinowi. Pierwszego gola dla kadry zdobył 9 października 2004 w meczu przeciwko Macedonii (2:2). W 2006 roku został także powołany do 23-osobowej kadry na Mistrzostwa Świata w Niemczech. Tam wystąpił w 3 meczach swojej drużyny – w wygranym 1:0 meczu z Serbią i Czarnogórą, zremisowanym 0:0 z Argentyną oraz w meczu 1/8 finału, przegranym 0:1 z Portugalią. W 2008 roku wystąpił wraz z drużyną narodową na Euro 2008, gdzie zagrał w czterech spotkaniach. 2 lata później zaliczył 7 występów, strzelił 1 bramkę i zdobył wicemistrzostwo podczas Mistrzostw Świata w Południowej Afryce. W 2012 roku zaliczył 2 występy w fazie grupowej w czasie Euro 2012. Dirk Kuijt znalazł się w kadrze na MŚ rozgrywanych w Brazylii, gdzie reprezentacja Holandii zajęła 3. miejsce.

## Statystyki

### Klubowe
Stan na 7 listopada 2015 roku.
| Sezon   | Klub          | Rozgrywki   | Mecze | Bramki |
| ------- | ------------- | ----------- | ----- | ------ |
| 1998/99 | FC Utrecht    | Eredivisie  | 28    | 5      |
| 1999/00 | FC Utrecht    | Eredivisie  | 32    | 6      |
| 2000/01 | FC Utrecht    | Eredivisie  | 32    | 13     |
| 2001/02 | FC Utrecht    | Eredivisie  | 34    | 7      |
| 2002/03 | FC Utrecht    | Eredivisie  | 34    | 20     |
| 2003/04 | Feyenoord     | Eredivisie  | 34    | 20     |
| 2004/05 | Feyenoord     | Eredivisie  | 34    | 29     |
| 2005/06 | Feyenoord     | Eredivisie  | 33    | 22     |
| 2006/07 | Liverpool FC  | Premiership | 30    | 12     |
| 2007/08 | Liverpool FC  | Premiership | 32    | 3      |
| 2008/09 | Liverpool FC  | Premiership | 38    | 12     |
| 2009/10 | Liverpool FC  | Premiership | 37    | 9      |
| 2010/11 | Liverpool FC  | Premiership | 33    | 13     |
| 2011/12 | Liverpool FC  | Premiership | 34    | 2      |
| 2012/13 | Fenerbahçe SK | Süper Lig   | 31    | 8      |
| 2013/14 | Fenerbahçe SK | Süper Lig   | 32    | 10     |
| 2014/15 | Fenerbahçe SK | Süper Lig   | 32    | 8      |
| 2015/16 | Feyenoord     | Eredivisie  | 11    | 10     |

### Reprezentacyjne
Stan na 4 września 2014 roku.
| Rok     | Występy | Gole |
| 2004    | 5       | 1    |
| 2005    | 10      | 2    |
| 2006    | 12      | 2    |
| 2007    | 8       | 1    |
| 2008    | 13      | 3    |
| 2009    | 11      | 4    |
| 2010    | 14      | 4    |
| 2011    | 11      | 7    |
| 2012    | 8       | 0    |
| 2013    | 6       | 0    |
| 2014    | 6       | 0    |
| W sumie | 104     | 24   |

## Sukcesy
- Mistrzostwa Świata 2010:  Srebro
- Mistrzostwa Świata 2014:  Brąz
- Eredivisie (2016/2017)
- Puchar Holandii (2002/2003)
- Tarcza Wspólnoty (2006)
- Puchar Ligi Angielskiej (2011/2012)
- Süper Lig (2013/2014)
- Puchar Turcji (2012/2013)
- Superpuchar Turcji (2014)